# Pidgin ghanés
El pidgin ghanés (conocido como Ghanaian Pidgin English o GhaPE) es una lengua criolla basada en el inglés hablada en Ghana. También conocido como pidgin, broken english o kru english (kroo brofo en akán), es una variedad regional del inglés pidgin de África Occidental. Se habla especialmente en la capital sur, Acra, y en las villas de los alrededores. Está circunscrito a un sector más reducido de la sociedad que otros criollos de África Occidental y más estigmatizado, quizás debido a la importancia del twi, una variedad del akán, que funciona como lengua franca.
Otras lenguas que se hablan como lengua franca en Ghana son el inglés estándar de Ghana (SGE) y el akán. El GhaPE no se puede considerar criollo ya que no tiene hablantes como primera lengua.